# Jard Struik
Jard Struik (Son en Breugel, 24 november 1997) is een Nederlandse acteur en scenarioschrijver.

## Biografie
Struik begon als maker op social media. In 2013 sluit hij zich aan bij YouTube kanaal Cinemates, waar hij tot begin 2017 ervaring opdoet voor en achter de camera.
Van juli 2019 tot mei 2021 vertolkt Struik de rol van Joris Poppink in de televisieserie SpangaS: De Campus. Ook speelt hij in de webserie Vakkenvullers, waarvoor hij tevens actief is als scenarioschrijver.
In 2020 wint hij The Best Social Media Award voor Beste Instagrammer bij The Best Social Awards. In datzelfde jaar maakt en presenteert hij een jeugdprogramma over mediawijsheid en technologie voor de VPRO, De Dikke Data Show.